# Loveč (Bulharsko)
Loveč (bulharsky Ловеч) je oblastní město na centrálním severu Bulharsku. Žije zde přibližně 32 tisíc obyvatel.

## Přírodní poměry
Město leží na rozhraní mezi Dolnodunajskou nížinou a Předbalkánem, v údolí řeky Osăm, která zde tvoří velké zaklesnuté meandry. Díky množství parků získalo přezdívku „město šeříků“.

## Historie
Loveč je jedním z nejstarších sídel v Bulharsku. Pozůstatky nalezené ve zdejších jeskyních svědčí o aktivní lidské přítomnosti ve starší době kamenné, neolitu, době bronzové a železné. Ve 4. – 3. století př. n. l. zde žili Thrákové, což dokládají nálezy na kopci Chisarja a ve středu města. V 1. století získali oblast Římané a na jejich silniční mapě je v místě dnešní Lovče zakreslena silniční stanice Melta. Později zde postavili silniční stanici zvanou Praesidium, která chránila dopravní spojení Oescus-Storgosia-Trimontium a Serdica-Odessos. Části silnic jsou zde patrné dodnes. Z pozdní antiky je doložen křesťanský kostel na kopci Chisarja.
Zdejší vykopávky svědčí o osídlení Slovanů na počátku 6. století, nicméně o vývoji města během první bulharské říše je jen málo informací. Jednou z dochovaných památek onoho období je středověká nekropole z 10. století v místě Baš Bunar. V 11. století je město zmiňováno v souvislosti s vpádem Pečeněhů a jejich válčením s Byzancí v roce 1059. Od středověku je známa zdejší strategicky významná pevnost nacházející se na kopci Chisarja. V roce 1187 ji byzantský císař Izák II. Angelos neúspěšně obléhal, v důsledku čehož nemohl postoupit k sídlu vzbouřených Asenovců Trnovu. Nakonec pod pevností uzavřel s Asenem a Petrem mírovou smlouvu, kterou uznal nezávislost těch bulharských oblastí, ve kterých se povstání rozšířilo, což de facto znamenalo uznání druhé bulharské říše. Ve 14. století vlastnil Loveč despota Ivan Alexandr z rodu Šišmanovců a v roce 1324, nebo 1325 se mu tu narodil syn Ivan Sracimir, pozdější bulharský car. V oné době byl poblíž města postaven klášter Narození Panny Marie, zvaný také nazývaný Jastreb, který fungoval jako literární centrum. V roce 1331 byl Ivan Alexandr zvolen bulharským carem. Během osmanské expanze patřila lovečská pevnost k posledním ohniskům odporu, až do roku 1446 ji úspěšně bránil bojar Stanko Kosan.
Město figuruje v osmanském berním rejstříku z roku 1520 jako Lofça. Ze 17. století pocházejí informace o městě od Katipa Čelebiho, Filipa Stanislavova a Evliji Čelebiho, který napsal: „Toto město vzkvétá. Nachází se na obou stranách řeky Osam a je propojeno třemi mosty. Má celkem 3 000 velkých a pevných domů. Většina z nich je pokryta valašskými taškami a na některých jsou stěny velmi zdobné. Z oken a otvorů domů ležících podél řeky Osam mohou zemědělci rybařit. K dispozici jsou také kamenné seraje a 7 malých a velkých hostinců. Čaršijský hostinec je nádherný a vypadá jako krytý bazar. Město má 2 lázně, 3 medresy, 5 takíje, 6 škol, 6 fontán s životodárnou vodou, 215 obchodů. Nejznámějšími výrobky jeho obyvatel jsou barevné tkaniny a různé kožené boty, které jsou velmi pěkně zdobeny.“ Na přelomu 17. a 18. století se město nazývalo podle svého bohatství Alton Lofça (Zlatá Loveč), přičemž správou patřilo nejdéle k nikopolskému sandžaku, později k tarnovskému sandžaku. Město se rozvíjelo nejrychleji v letech 1780 až 1784 a podle některých údajů počet obyvatel přesáhl 20 000. Kvůli strategické poloze se města přímo dotkly rusko-turecké války: během války dobyla ruská vojska Loveč dvakrát – 18. října 1810 a 31. ledna 1811, čímž bylo zabráněno osmanskému postupu do severního Bulharsku. Během rusko-turecké války (1828-1829) dobyla město 30. září 1829 ruská kolona pod velením generála Pavla Kiseljova. O vývoji města během bulharského obrození poskytli záznamy cestovatelé Ami Boué a Felix Kanitz. Podle nich zde převládalo zpracování tabáku, železa a vlny, kromě toho tu byla četná hokynářství, pekařství, kavárny, kožešnictví a další, což ukazuje na různorodou ekonomickou aktivitu. Kulturní činnosti se soustředily kolem kláštera Narození Panny Marie, jehož nejznámějším rukopisem je Trebnik, uložený v Rilském klášteře. Ve čtvrti Varoša byly otevřeny postupně dvě obecně přístupné školy (první ve školním roce 1846/47) a v roce 1870 dívčí škola. Téhož roku bylo založeno komunitní centrum Nauka, v němž byla knihovna a kde se pořádaly přednášky, večírky a veřejná čtení. Během rusko-turecké války v letech 1877-1878 byla Loveč osvobozena také dvakrát. Poprvé se tak stalo 5. července 1877, avšak 15. července byly ruské síly nuceny se stáhnout a následně bylo město vypleněno osmanskou armádou pod velením Rifata paši; přitom bylo zabito zhruba 2 600 civilistů z města a okolních osad. Podruhé se Rusové rozhodli město obsadit po odražení prvních tureckých útoků v průsmyku Šipka, což se podařilo 22. srpna.
Po osvobození se město stalo součástí Bulharského knížectví, ovšem počet obyvatel se dramaticky snížil; bezprostředně po osvobození tu žilo pouze 4 500 lidí. Důvodem bylo jednak vyhnání většiny Turků, jednak významné ztráty, které Bulhaři utrpěli za války a jejichž počet se odhaduje na celkem 4 až 4,5 tisíce. Po válce začala fungovat místní samospráva, z níž po volbách vznikl magistrát pod vedením starosty Ivana Drasova. Prvních 22 let svobodného Bulharska byla Loveč okresním městem zahrnujícím Trojan a Teteven. V komunálních volbách po skončení první světové války v roce 1920 získala v městské radě většinu komunistická strana; rada prováděla aktivní sociální politiku, nicméně v roce 1921 bylo vedení obce rozpuštěno vládou Alexandra Stambolijského. V letech 1921 – 1927 byla postavena z Levského železniční trať, která napojila město na železniční síť. V důsledku spojeneckého bombardování Sofie během druhé světové války byla v lednu 1944 do Lovče evakuována Sofijská univerzita svatého Klimenta Ochridského. Po převzetí vlády komunisty byla v letech 1947 až 48 jako stavba mládeže prodloužena železniční trať do města Trojan. Zařízení staveniště přeměnily v roce 1959 komunistické úřady na pracovní tábor s názvem „TG“. Jednalo se o tajný a jeden z nejnásilnějších táborů v Bulharsku, v němž bylo bez soudu uvězněno 1 501 lidí, z nichž 155 nepřežilo extrémně tvrdý režim a práci v místním kamenolomu. Vězni byli bývalí představitelé Zemědělského svazu, mladí lidé obvinění z chuligánství, podezřelí z podvratné a sabotážní činnosti, falšování dokumentů anebo z vtipkování proti komunistickým vládcům. Tábor byl postupně uzavírán od září 1961, kdy bylo z tábora odsunuto asi 150 žen, do dubna 1962, kdy byl uzavřen zcela. V roce 1959 se Loveč stala správním střediskem okruhu a v roce 1987 správním střediskem oblasti.

## Obyvatelstvo
Ve městě žije 32 660 obyvatel a je zde trvale hlášeno 40 318 obyvatel. Podle sčítání 1. února 2011 bylo národnostní složení následující:
- Bulhaři: 32 706 (95.2 %)
- Turci: 919 (2.7 %)
- Romové: 411 (1.2 %)
- ostatní: 321 (0.9 %)

## Turismus
Ve městě se nachází muzeum národního hrdiny Vasila Levského, který byl zatčen Turky roku 1872 v nedaleké vesnici Kakrina. Turistickými atrakcemi jsou pevnost Chisar na kopci nad městem, pocházející z doby první bulharské říše, a krytý dřevěný most otevřený roku 1874, který projektoval Kolju Fičeto, sloužící jako nákupní zóna (v roce 1925 vyhořel, v roce 1931 byl obnoven). Starobylá čtvrť Varoša byla vyhlášena památkovou rezervací. V Loveči se také nachází zoologická zahrada.

## Ekonomika
Hlavním zaměstnavatelem je holding Litex (řecky šeřík) Griši Gančeva, původně obchodující s ropnými produkty. Vyráběly se zde také motocykly značky Balkan, ale výroba zanikla ještě před koncem komunistického režimu. V roce 1961 vznikla firma Sparky, výrobce elektrického nářadí. Od roku 2012 funguje pobočka čínské automobilky Great Wall, první továrna na území EU patřící Číňanům.

## Sport
Sídlí zde fotbalový klub PFK Litex Loveč, čtyřnásobný mistr Bulharska.

## Rodáci
- Georgi Ivanov, první bulharský kosmonaut

## Partnerská města
- Erfurt, Německo, od roku 1971